# Faf de Klerk
François «Faf» de Klerk (Nelspruit, 19 de octubre de 1991) es un jugador sudafricano de rugby que se desempeña como medio scrum para la selección de rugby de Sudáfrica, y para los Yokohama Canon Eagles de la Japan Rugby League One.

## Trayectoria deportiva

### Clubes
Debutó en primera con los Pumas de la Currie Cup en 2012 y jugó con ellos dos temporadas. En 2014 fue contratado por los Lions del Super Rugby y jugó con ellos hasta 2017, cuando fue contratado por los Sale Sharks de Inglaterra. Con los Lions resultó subcampeón del Super Rugby 2016 al caer en la final 20-3 frente a los Hurricanes, y de nuevo en el Super Rugby 2017 al caer 25-17 frente a los Crusaders en Johannesburgo. Desde 2017 forma parte de Sale Sharks.
En 2018, es nominado a mejor jugador de rugby del mundo.
En diciembre de 2018, el club anunció que De Klerk firmó una extensión de contrato hasta 2023. Después de cuatro temporadas con los Sharks, de Klerk anunció en junio de 2022 que dejaría el club al final de la temporada 2021-22 para unirse a los Yokohama Canon Eagles en la Japan Rugby League One.

### Internacional
Actualmente es un jugador titular con los Springboks, a los cuales fue convocado por primera vez en junio de 2016 para enfrentar al XV del Trébol.
Después de hacer contribuciones clave en la victoriosa campaña del The Rugby Championship 2019, fue debidamente seleccionado para la Copa Mundial de Rugby de 2019. En su partido de cuartos de final del 20 de octubre contra Japón, fue nombrado jugador del partido. Aunque enfrentó críticas por patear demasiado la pelota, de Klerk fue un contribuyente clave en la victoria de Sudáfrica en la copa del mundo, haciendo grandes tackledas en defensa, molestando a los ingleses en el ruck y adivinando astutamente su juego.

#### Participaciones en Copas del Mundo
| Mundial                       | Sede    | Resultado | PJ | Tries |
| ----------------------------- | ------- | --------- | -- | ----- |
| Copa Mundial de Rugby de 2019 | Japón   | Campeón   | 5  | 1     |
| Copa Mundial de Rugby de 2023 | Francia | Campeón   | 6  | 0     |

## Palmarés y distinciones notables
- Rugby Championship 2019[2]
- Copa del Mundo de Rugby: 2019,[3] 2023[4]
- Nominado a mejor jugador de rugby del año en 2018